# هنري كلارك (سياسي أمريكي)
هنري كلارك (بالإنجليزية: Henry Clarke)‏ هو محامي ولاعب كرة قاعدة وسياسي أمريكي، ولد في 4 أغسطس 1875 في بيليفيو في الولايات المتحدة، وتوفي في 28 مارس 1950 في كولورادو سبرينغس في الولايات المتحدة.